# Ђачки растанак
Ђачки растанак, је песма коју је написао Бранко Радичевић. Настала је у јануару 1844. године, а објављена је 1847. године у Радичевићевој Збирци пјесама, које објављује као подршку Вуковој реформи српског језика. Припада књижевном роду лирици, а књижевној врсти елегији. Сматра се најпознатијом песмом овог великана српске књижевности.

## Анализа дјела
Основна тема песме је песников растанак са градом у коме је провео најлепше тренутке свога детињства.
Овом песмом Бранко Радичевић одаје почаст Сремским Карловцима, граду у коме је имао најлепше успомене. 
Бранко, користећи се различитим стилским фигурама описује свој град, изражава своју бескрајну љубав према њему. Једна од доминантнијих стилских фигура је апострофа , а заступљене су и многе друге као нпр.  персонификација, градација...
У овој песми има велики број мотива, који су пропраћени кроз целу песму као и осећања, која се смењују у одређеним тренуцима.
У овом делу се исказује Бранкова жеља да буде сахрањен у свом родном граду. Преминуо је 1853. године, а његови остаци су пренесени у Сремске Карловце 1883. године, где му је за успомену, подигнут споменик.